# Márcia Perales
Márcia Perales Mendes Silva (Manaus, 1964) é uma assistente social e professora brasileira, com atuação no estado do Amazonas. É a atual diretora-presidente da Fundação de Amparo à Pesquisa do Estado do Amazonas (FAPEAM), tendo ocupado, ainda, o cargo de reitora da Universidade Federal do Amazonas (UFAM). É membro da Academia Amazonense de Letras. 

## Biografia
Márcia Perales nasceu em Manaus, em 1964. É casada e mãe de dois filhos.
Formou-se em Serviço Social na Universidade Federal do Amazonas (UFAM) em 1985. Fez Mestrado em Serviço Social na Pontifícia Universidade Católica de São Paulo (PUC-SP), concluído em 1995. No ano seguinte, iniciou o Doutorado em Serviço Social também na Pontifícia Universidade Católica de São Paulo (PUC-SP), tendo atingido o grau de Doutora em 2000.
Em 1986, passou a lecionar na Universidade Federal do Amazonas. Posteriormente, atuou no Programa de Pós-Graduação em Sociedade e Cultura na Amazônia e no Programas de Pós-graduação em Serviço Social e Sustentabilidade na Amazônia, como orientadora de Mestrado e Doutorado. Foi eleita reitora da Universidade Federal do Amazonas (UFAM) em 2009, sendo reeleita para o cargo em 2013 com mais de 60% dos votos.
Desde 29 de novembro de 2013, é membro da Academia Amazonense de Letras, na cadeira nº 21. Após as eleições estaduais de 2018, foi indicada pelo governador Wilson Miranda Lima para assumir a Fundação de Amparo à Pesquisa do Estado do Amazonas (FAPEAM).